# يوليوس الغريبة
يوليوس الغريبة كان نبيلًا سوريًا من العائلة المالكة في حمص، من أصل عربي، عاش في القرن الثاني.
كان الغريبة نبيلًا من حمص وكان من نسل مباشر للكاهن الروماني الملك سهيموس الحمصي، والمعروف أيضًا باسم غايوس يوليوس سوهايموس. كان شقيقًا ليوليوس وعمًا لأبيه يوليوس باسينوس [الإنجليزية]، رئيس كهنة إيل جبل الحميسيين. إيل جبل هو الاسم الآرامي لإله الشمس السوري.
خدم الغريبة كقائد أول، وهو قائد المئة السابق. كان الغريبة رجلاً ثريًا لأنه كان يمتلك عقارًا. عندما توفي الغريبة ربما في وقت ما قبل أواخر العقد 180 بعد الميلاد، يبدو أن اسمه مسجل في زمن القاضي الروماني كوينتوس سيرفيديوس سكايفولا [الإنجليزية].
تُركت أملاك الغريبة للإمبراطورة الرومانية جوليا دومنا، لأنه كان العم الأكبر لأب دومنا وأختها الكبرى جوليا مايسا. لا ينبغي الخلط بين يوليوس الغريبة ولوسيوس جوليوس جاينوس فابيوس الغريبة [الإنجليزية] الأفامي.

## طالع أيضًا
- الجيش الإمبراطوري الروماني [الإنجليزية]